# Mimela horsfieldi
Mimela horsfieldi – gatunek chrząszcza z rodziny poświętnikowatych, podrodziny rutelowatych i plemienia Anomalini.

## Taksonomia
Gatunek ten został opisany w 1836 roku przez Fredericka Williama Hope’a. Opisany został na podstawie okazu, który Hope otrzymał od generała Thomasa Harwicke'a. Jego epitet gatunkowy nadany został na cześć Thomasa Horsfielda. Hope napisał w swojej monografii rodzaju, że początkowo uważał otrzymany okaz za przedstawiciela Mimela fastuosa i dopiero po porównaniu z tamtym stwierdził iż jest to nowy dla nauki gatunek. Mohammad Abdullah i Roshan Ara Roohi dokonali w 1968 roku redeskrypcji tego gatunku.

## Opis
Ciało długości od 13,5 do 18 mm i szerokości od 8 do 10,5 mm, podłużno-owalne, bardzo gładkie i błyszczące, o podstawowej, obejmującej również odnóża, barwie głęboko metalicznie zielonej. Barwy ogniście czerwonej są znaki na nadustku, znaki po bokach środka przedplecza, skośne środkowe pasy podłużne na pokrywach, które zlewają się z bocznym u wierzchołka, środek pygidium oraz łatka na spodzie ud tylnej pary. Przód głowy grubo punktowany, z szerokim nadustkiem, nieco pośrdku wyniesionym. Boki przedplecza pomarszczone, przód silnie, a tył bardzo słabo punktowany. Zewnętrzna połowa pokryw z rzędami punktów, zanikającymi na połowie wewnętrznej, a wierzchołek z wgłębionymi podłużnymi liniami. Śródpiersie tworzy spiczasty wyrostek. Zapiersie po bokach szaro owłosione.

## Rozprzestrzenienie
Chrząszcz orientalno-palearktyczny, znany z indyjskich stanów Pendżab, Asam, Sikkim, Dżammu i Kaszmir, Uttarakhand, Himachal Pradesh oraz z Nepalu.